# Johannes Klencke
Johannes van Klenck of Klenckius (Amsterdam, 5 maart 1620 - Batavia, begin 1672) was een Nederlandse theoloog, filosoof en jurist. In 1660 bood Klenck Karel II van Engeland ruim voor zijn troonsbestijging een manshoge Atlas van Blaeu aan. De Atlas is 1,80m hoog en 1m breed. Naar het zich laat aanzien was het een onderdeel van de Dutch Gift , georganiseerd door de Staten van Holland en West-Friesland of de Staten-Generaal der Nederlanden om commerciële belangen te promoten en diverse tegenstellingen glad te strijken. De indruk wordt gewekt dat Klencke, ingevoerd in het werk van Hugo de Groot, de koning zou hebben moeten overtuigen, in de hoop op betere verhoudingen, mogelijk zelfs een afschaffing van de Acte van Navigatie, maar ook de Nederlandse visserij binnen Engelse territoriale wateren en de opvoeding van prins Willem III was destijds een probleem. Tijdens het Eerste Stadhouderloze Tijdperk kwamen allerlei tegenstellingen en belangen aan het licht, zoals tussen Amalia van Solms en Maria Henriëtte Stuart. De prinses logeerde zelfs enige tijd, in de maand juli, bij de zwager van Klenck, de Schotse koopman William Davidson en agent van Karel II in Amsterdam.

## Biografie
Johannes werd gedoopt in de Oude Kerk. Hij was de oudste zoon van Georg Eberhard Klenck, een koopman op Rusland die rijk was geworden in de handel met kaviaar, en Geertruid Fensels. Hij was een broer van Coenraad van Klenck, in 1675 gezant naar Rusland, en een zwager van Sir William Davidson of Curriehill, die in 1660 zijn zuster Elisabeth had getrouwd.
Klenck werd in 1638 te Leiden ingeschreven als student in de theologie; in 1642 promoveerde hij tot doctor in de filosofie. In 1643 hield hij zich op in Groningen. Mogelijk leerde hij daar Annetje Fonteyns kennen. In 1644 kreeg hij een aanstelling in Leiden en introduceerde het disputeren met studenten. In 1648 benoemden de burgemeesters van Amsterdam hem tot professor aan het Athenaeum Illustre als opvolger van Barlaeus. Hij zou deze betrekking vooral te danken aan protectie van burgemeester Gerard Schaep, volgens sommige bronnen een familielid. Zijn vader was afkomstig uit Dillenburg en woonde bij zijn huwelijk in 1619 in de Barndesteeg, nu de Wallen. De familie woonde in 1631 op de Keizersgracht en in 1647 op de Herengracht.  In 1648 kocht hij samen met zijn moeder acht schilderijen.
Het is niet duidelijk of Klenck een echte Cartesiaan was, maar de kwestie speelde in belangrijke rol aan de universiteiten in die dagen en beide partijen probeerde invloed uit oefenen bij nieuwe aanstellingen. Hij onderwees fysica, metafysica, logica, ethica en politica. Zijn belangstelling ging evenwel uit naar het staats- en volkenrecht.
In 1662 verzorgde Klenckius een uitgave van Hugo Grotius’ De iure belli ac pacis.
De gebroeders Klencke werden op 27 juni 1668 in de adelstand verheven door keizer Leopold I van het Heilige Roomse Rijk. In 1669 heeft Klenck plotseling Amsterdam verlaten. Volgens Vossius was hij nogal geschift. Hij bevond zich op 1 augustus 1669 te Parijs en is vandaar naar Engeland overgestoken. In 1670 scheepte hij zich in naar Oost-Indië. Op 19 september van dat jaar kwam hij aan op de rede van Bantam onder de naam van Jan d'Ohrsen. In Indië werd hij advocaat en notaris. Hij overleed kort daarop.

### Klencke Atlas

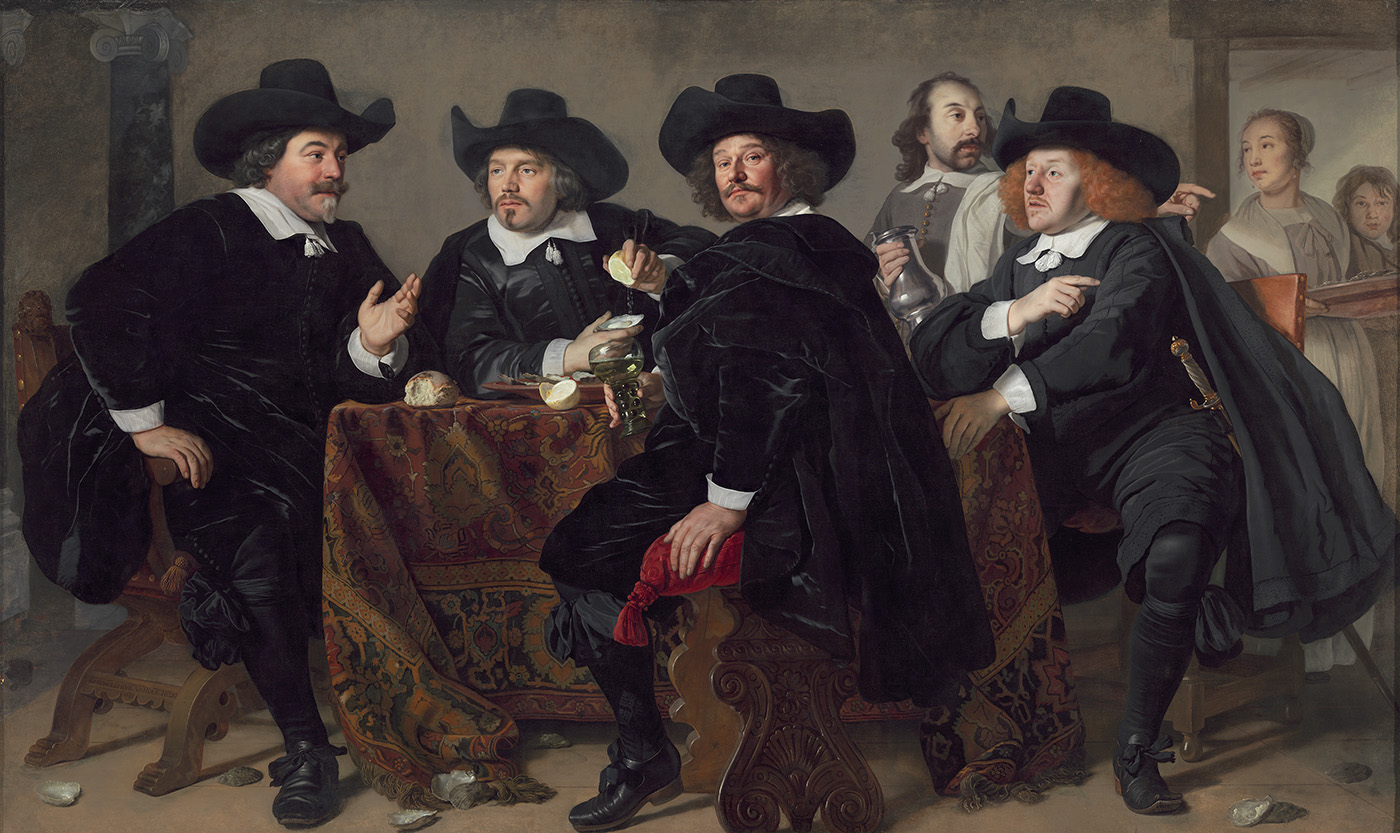
Gerard Reynst, Cornelis Jan Witsen, Roelof Bicker, en Simon van Hoorn aan de oestermaaltijd door Van der Helst.

In 1660 sloot Engeland vrede met Spanje en Portugal en werd de Acte van Navigatie door het Engelse parlement hernieuwd. De Engelsen waren daarmee een bedreiging geworden voor de visserij en de handel op de Oost en op de West. De Staten-Generaal der Nederlanden en de Staten van Holland en West-Friesland besloten de koning een geschenk, de zogenaamde Dutch Gift, aan te bieden en een feest te organiseren in het Mauritshuis. Klencke zou voor 23 mei (of 2 juni volgens de Gregoriaanse kalender) de atlas aan Karel II kunnen hebben aangeboden, want op die dag vertrok de koning vanaf Scheveningen. De atlas stond op wieltjes, want om hem te tillen waren een aantal man nodig. Op 19 september 1660 werd Klencke door Karel II in de adelstand verheven.
De Klencke Atlas bevindt zich in de British Library en bevat voorstellingen van dieren en planten en taferelen die indertijd alleen als pittoresk werden beschouwd, maar nu van grootetnologisch belang blijken te zijn.

## Werken
- Dissertatio de civitatum mutationibus. 1662.
- Institutiones Juris Naturalis, Gentium et Publici ex Hugo Grotii libris, Amsterdam 1665.
- Oratio funebris in obitum A. Senguerdii, Amsterdam 1667.